# Ouganda aux Jeux paralympiques d'hiver de 1976
Le Ouganda participe aux Jeux paralympiques d'hiver de 1976 à Örnsköldsvik, en Suède du 21 au 28 février 1976. Il s'agit de sa 1re participation à des Jeux paralympiques d'hiver, mais aussi la première participation d'un pays africain aux jeux paralympiques d'hiver. L'Ouganda n'a jamais participé aux jeux olympiques d'hiver.
La délégation ougandaise est représentée par Tofiri Kibuuka, un skieur de fond aveugle. Elle ne remportera pas de médaille durant ces Jeux paralympiques.

## Ski de fond
Tofiri Kibuuka prit part à deux épreuves de ski de fond :
- Dans l'épreuve sur dix kilomètres (hommes, catégorie A), il termina seizième (sur vingt-huit), en 58 min 24 s.
- Dans l'épreuve sur quinze kilomètres (hommes, catégorie A), il termina dixième (sur vingt-cinq), en 1 h 16 min 32 s[1].